# 董家庄站
董家庄站是一个济南铁路上的铁路车站，位于山东省济南市槐荫区吴家堡街道，建于1983年，目前为四等站，邮政编码为250100。目前客运已停办；货运：办理整车货物发到；不办理危险货物发到。